# Джеймс Корден
Джеймс Кімберлі Корден (англ. James Kimberley Corden) (22 серпня 1978) — британський актор, письменник, продюсер, комік, телеведучий та співак. Здобув популярність завдяки вечірньому телешоу The Late Late Show with James Corden («Найпізніше шоу з Джеймсом Корденом») на каналі CBS. Офіцер Ордена Британської імперії.

## З біографії
Разом з акторкою Рут Джонс Корден спільно заснував, написав і знімався у ситкомі каналу BBC «Ґевін та Стейсі» (Gavin & Stacey, 2007—2010), за що отримав телепремію БАФТА за найкращий комедійний виступ. Разом з британським грайм-артистом Dizzee Rascal записав сингл «Кричи» (Shout), що став неофіційним гімном британської футбольної команди на Чемпіонаті світу з футболу 2010 у Південній Африці. Беручи участь у благодійному британському телеаукціоні «Допомога коміка» (Comic Relief) у 2011, Корден дав початок своєму славнозвісному автомобільному караоке: він зняв ролик, в якому їздить вулицями Лондона і співає разом з Джорджем Майклом. З 2009 року Корден п'ять разів був ведучим церемонії нагородження Brit Awards. В 2017 він веде 59 Церемонію нагородження премії Греммі. 2010 року на каналі Sky 1 презентував спортивно-комедійне ігрове шоу «Їхня власна ліга» («A League of Their Own»).
У 2011 Корден зіграв головну роль у комедійній п'єсі «Один чоловік, два боси» (One Man, Two Guvnors), яка перемістилася з Королівського національного театру до театру Вест Енд, ще пізніше — до Бродвею та транслювалася наживо через National Theatre Live. За свою гру на Бродвейській сцені Корден здобув у 2012 році премію Тоні у номінації Найкращий актор вистави.  У 2015 отримав британську премію BAFTA як Найкращий артист року.

### Ранні роки
Корден народився у Гіллінгдоні, найбільшому районі Лондона, у сім'ї Маргарет та Малкольма Корденів. Його батько був музикантом оркестру повітряних сил Великої Британії, мати — соціальним працівником. Дитинство провів у Газлемірі, графство Букінгемшир, закінчив школу Парк Міддл та старшу школу Голмер Грін. У нього є старша сестра, Андреа Генрі, та молодша сестра, Рут Корден. Він виріс у церкві Армії спасіння, проте більше не вважає себе християнином.

### Кар'єра

#### Рання кар'єра
Вперше Корден з'явився на сцені у 18 років з однорядковою роллю в мюзиклі 1996 року «Мартін Герр» (Martin Guerre). Його першими роботами на телебаченні були роль Гарета Джонса у серіалі 1999 року «Хлопців необмежено» (Boyz Unlimited), зйомки в рекламі Танго у 1998, роль начитаного студента у серіалі Вчителі та невелика роль в одному з епізодів серіалу Голіокс. У 2004 році з'являється епізодично у скетч-шоу Маленька Британія та «Ділзіл та Паско» (Dalziel and Pascoe). Інші кінопраці, в яких був задіяний Корден — «Що ж сталось з Герольдом Смітом?» (Whatever Happened to Harold Smith?, 1999), фільм Майка Лея «Все або нічого» (All or Nothing, 2002), «Серцекраї» (Heartlands, 2002), та «Подорож богів» (Cruise of the Gods (2002).

#### Шлях до слави
З 2000 до 2005 року Корден знімався у британському телесеріалі Fat Friends у ролі Джимі Раймера, завдяки якій був номінований на премію Королівського телевізійного товариства у категорії Інтернет-новачок на телеекрані. З 2004 Корден почав грати роль Тімза в оригінальній лондонській постановці театральної п'єси Алана Беннетта The History Boys, що демонструється на сценах Бродвею, Сіднею, Веллінгтону та Гонконгу, а також у вигляді радіопостановки та кіноадаптації цієї п'єси. Також у 2006 він з'являється у фільмі Starter for 10.
З 2007 до першої половини 2010 року Корден знімався у власноруч створеному ситкомі Gavin & Stacey на каналі BBC 3. Разом зі своєю партнеркою по серіалу Fat Friends Рут Джонс, він створив цей ситком та грав друзів головних героїв (Корден грав роль Сміті). Серіал став популярним та отримав позитивні відгуки критиків. За свою роботу Корден отримав звання Найкращого виконавця чоловічої комедійної ролі, а саме шоу стало Найкращою новою британською телекомедією на церемонії нагородження British Comedy Awards. На церемонії нагородження телепремії BAFTA Корден здобув нагороду у номінації Найкраще виконання чоловічої комедійної ролі, а ситком Gavin & Stacey приз глядацьких симпатій як Найкраща програма року. У грудні 2008 шоу виграло премію Найкраща телекомедія на церемонії British Comedy Awards, а 2010 року стало Найпопулярнішою комедійною програмою за версією National Television Awards.

#### Робота поза«Гевін та Стейсі»
Протягом двох років та семи місяців запущеного у світ проекту «Gavin & Stacey» («Гевін та Стейсі»), результати професійних старань Кордена поза ним  були різноманітними. У серпні 2007 року разом з колегою по «Гевіну та Стейсі» Метью Горном був запрошеним гостем у телепрограмі Big Brother's Big Mouth. У 2008 він з'явився у фільмі-автобіографії Тобі Янга Як втратити друзів і змусити всіх тебе ненавидіти. У 2009 він знову співпрацює з Горном у скетч-шоу Horne & Corden, описане компанією BBC як «традиційне комедійне розважальне шоу у стилі Morecambe and Wise». Шоу тривало лише один сезон і було бідно оцінене критиками, як пізніше признався Корден: «абсолютна правда, що шоу не було достатньо хорошим».
У 2009 Корден зіграв головну роль у фільмі Убивці вампірок-лесбійок, який не здобув великого успіху. Цього ж року він грає Клема Каттіні у фільмі-біографії Джона Міка Телстар, a також разом з Метью Горном у анімаційному фільмі Планета 51. У лютому 2009 він веде церемонію Brit Awards разом з Метью Горном та Кайлі Міноуг. 13 березня 2009 року він з'явився у британському благодійному телеаукціоні Comic Relief, оголосив для британської футбольної збірної мотиваційну промову та продемонстрував з Горном уривки з їхніх найкращих комедій попередніх двох років.
У березні 2010 Корден почав вести спортивно-комедійне шоу на каналі Sky1 Їхня власна ліга разом з капітанами команд Ендрю Флінтоффом та Джеймі Реднаппом. Тоді ж він почав вести програму Sport Relief 2010 разом з Давіною Макколл та іншими, і створив «сиквел-продовження» до скетчу для британської футбольної команди 2009 року, цього разу демонструючи звертання різних зірок спорту, таких як Дженсона Баттона тa Девіда Бекхема.
У березні 2010 Корден взяв участь у благодійному комедійному шоу каналу Channel 4 на допомогу дитячому шпиталю, яке знімалося наживо на арені O2 у Лондоні. 5 червня 2010 він представив свій сингл для Кубку світу від Великої Британії, записаний разом з Діззі Раскалом у фіналі шоу Britain's Got Talent («Британія має талант»). Доходи, отримані від синглу, були передані до лондонського шпиталю.
У червні 2010 Корден зіграв Крейга Овенса у епізоді «The Lodger» серіалу Doctor Who («Доктор Хто»), разом з головним персонажем серіалу. Корден знову зіграв цю роль у епізоді «Closing Time» шостого сезону. У грудні 2010 разом з гуртом JLS та учасниками проекту The X Factor він знімається у різдвяному розважальному шоу This Is JLS, що транслювалося на телеканалі ITV1, де Корден писав і продюсував деякі сценки. У 2010 він зіграв одну з головних ролей у фільмі Мандри Гулівера. У грудні 2010 він був у команді озвучення англійською мовою німецького анімаційного фільму Союз звірів разом з Джимом Бродбентом, Джейсоном Донованом, Джоанною Люмлі, Біллі Пайпер, Енді Серкісом та іншими.

#### One Man, Two Guvnors («Слуга двох панів»)та інші проєкти
У лютому 2011 Корден знову веде Brit Awards. У березні він виконує роль Сміті у п'єсі «Гевін та Стейсі»  на «Дні червоного носа» благодійного телемарафону організації Comic Relief («Розрядка сміхом»). Під час вистави на сцені з'явилися такі відомі особистості, як прем'єр-міністр Великої Британії Гордон Браун, гурт JLS, Пол Маккартні тa Джастін Бібер. П'єса отримала позитивні відгуки від критиків та була названа найкращою виставою вечора. На цьому ж шоу відбулася перша поява його популярного Carpool Karaoke («Автомобільного караоке»), де він співав пісні з Джорджем Майклом, їдучи вулицями Лондона. У 2011 він з'явився в фільмі Три мушкетери.
Починаючи з червня 2011, Корден грає головну роль у відомій комедії Слуга двох панів. П'єса також демонструвалась по всьому світу наживо на каналі королівського національного театру National Theatre Live, та перейшла з національного театру на театр Вест Енд. Шоу отримало загальне визнання критиків та було визнане Найкращою п'єсою на церемонії Evening Standard Theatre Awards 2011 року. Журнал Гардіан (The Guardian) відзначив її як «тріумф візуальної та вербальної комедії. Одне з найкумедніших творінь у національній історії.» Інше відоме видання, The Daily Telegraph, описало її як «найпозитивніший хіт літа», газета Індепендент (The Independent) назвала її «масовим хітом», а Івнінг Стандарт (Evening Standard) — «безперечним хітом».

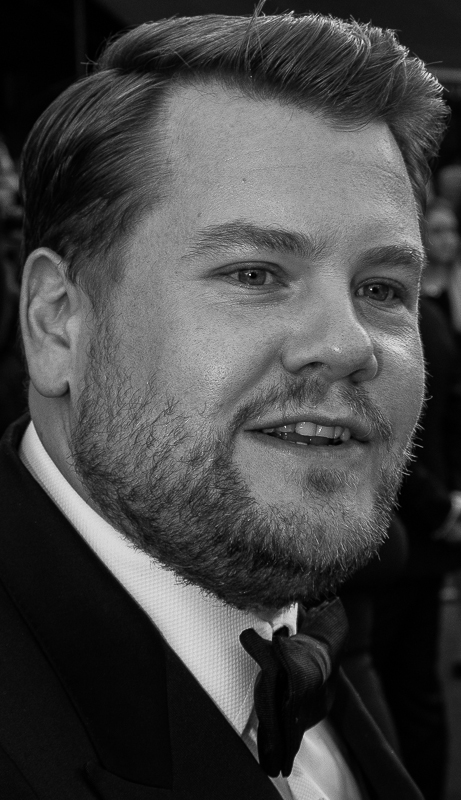
Корден на церемонії премії БАФТА 2014 року, травень 2014

Корден епізодично знявся у музичному кліпі до синглу «Mama Do the Hump» Різзла Кікса, опублікованому у грудні 2011, що посів другу сходинку в музичних хіт-парадах. У квітні п'єса Слуга двох панів перемістилася на сцену Бродвею, де Корден продовжує грати головну роль. У червні 2012 він виграв нагороду Toні за найкраще виконанні головної ролі у своїй п'єсі.
У лютому 2012 Корден втретє веде церемонію Brit Awards. Він зіграв роль Пекаря у діснеївській адаптації мюзиклу «У темному-темному лісі» (Into the Woods, 2014).

#### The Wrong Mans
Для свого наступного проекту Корден об'єднався зі своїм другом та колегою по Гевіну та Стейсі Метью Бейнтоном для створення, написання та зйомок у комедійному триллері Не ті хлопці для каналу BBC Two. Прем'єра відбулася 24 вересня 2013 року. Серіал демонструвався онлайн телепровайдером Hulu.com у США, де вийшов в ефір у листопаді 2013 року.

#### The Late Late Show
8 вересня 2014 року канал CBS оголосив про згоду Кордена на те, щоб з 23 березня 2015 року стати ведучим популярного американського ток-шоу The Late Late Show («Найпізніше шоу…»), попередником якого був Крейг Фергюсон. Скетч автомобільного караоке вулицями Лондона разом з поп-співачкою Адель — пробне відео, продемонстроване на шоу в січні 2016, — стало найбільш вірусним відео YouTube цього ж року.

### Особисте життя
15 вересня 2012 Корден одружився з Джулією Кері. Подружжя має двох дітей: сина Макса (нар. 22 березня 2011) та доньку Кері (нар. 27 жовтня 2014). Він є великим прихильником прем'єр-ліги клубу Вест Гем Юнайтед.
Корден став офіцером Ордену Британської імперії (OBE) у 2015 за особистий внесок у театр. Він отримав нагороду з рук принцеси Анни на церемонії, яка відбувалась у Букінгемському палаці 25 червня 2015.

## Фільмографія

### Кіно
| Рік  | Назва                                             | Назва мовою оригіналу                 | Роль                             | Нотатки           |
| ---- | ------------------------------------------------- | ------------------------------------- | -------------------------------- | ----------------- |
| 1997 | 24:7                                              | Twenty Four Seven                     | Карл ‘Тонка’ Марш                |                   |
| 1999 | Що сталося з Гарольдом Смітом?                    | Whatever Happened to Harold Smith?    | Волтер                           |                   |
| 2002 | Все або нічого                                    | All or Nothing                        | Рорі                             |                   |
| 2002 | Рідні землі                                       | Heartlands                            | Шеді                             |                   |
| 2005 | Останній кат                                      | Pierrepoint                           | Кіркі                            |                   |
| 2006 | Герої і лиходії                                   | Heroes and Villains                   | Сем                              |                   |
| 2006 | Любителі історії                                  | The History Boys                      | Тіммс                            |                   |
| 2006 | Влучити в десятку                                 | Starter for 10                        | Тоун                             |                   |
| 2008 | Як втратити друзів і змусити всіх тебе ненавидіти | How to Lose Friends & Alienate People | Епізодична роль                  |                   |
| 2009 | Убивці вампірок-лесбійок                          | Lesbian Vampire Killers               | Флетч                            |                   |
| 2009 | Телстар                                           | Telstar                               | Клем Каттіні                     |                   |
| 2009 | Рок-хвиля                                         | The Boat That Rocked                  | Бернард                          | Видалені сцени    |
| 2009 | Планета 51                                        | Planet 51                             | Солдат Вернкот (голос)           |                   |
| 2010 | Мандри Гулівера                                   | Gulliver's Travels                    | Jinks                            |                   |
| 2010 | Союз звірів                                       | Animals United                        | Сурикат Біллі (голос)            | English dub       |
| 2011 | Мушкетери                                         | The Three Musketeers                  | Планше                           |                   |
| 2013 | Мрії збуваються!                                  | One Chance                            | Пол Поттс                        |                   |
| 2013 | Почати знову                                      | Begin Again                           | Стів                             |                   |
| 2014 | У темному-темному лісі                            | Into the Woods                        | Пекар                            |                   |
| 2015 | Убий своїх друзів                                 | Kill Your Friends                     | Вотерс                           |                   |
| 2015 | Леді у фургоні                                    | The Lady in the Van                   | Вуличний продавець               |                   |
| 2016 | Норм та Незламні                                  | Norm of the North                     | Голос Лоренса                    | Британська версія |
| 2016 | Тролі                                             | Trolls                                | голос Біггі                      |                   |
| 2017 | Емоджі Муві                                       | The Emoji Movie                       | Дай п'ять (голос)                |                   |
| 2018 | Ральф-руйнівник                                   | Wreck-It Ralph 2                      |                                  |                   |
| 2018 | Вісім подруг Оушена                               | Ocean's Eight                         | Джон Фрейзер                     |                   |
| 2018 | Кролик Петрик                                     | Peter Rabbit                          | Кролик Петрик (голос)            |                   |
| 2019 | Кішки                                             | Cats                                  | Бустофер Джонс                   |                   |
| 2019 | Вчора                                             | Yesterday                             | у ролі себе                      |                   |
| 2020 | Тролі 2: Світове турне                            | Trolls World Tour                     | Біггі (голос)                    |                   |
| 2020 | Суперінтелект                                     | Superintelligence                     | він сам і голос «Суперінтелекту» |                   |
| 2020 | Випускний бал                                     | Prom                                  | Баррі Глікмен                    |                   |
| 2021 | Попелюшка                                         | Cinderella                            | Джеймс                           |                   |
| 2021 | Кролик Петрик 2: Втеча до міста                   | Peter Rabbit 2: The Runaway           | Кролик Петрик (голос)            |                   |

### Телебачення
| Рік          | Назва                                  | Роль               | Нотатки                                                        |
| ------------ | -------------------------------------- | ------------------ | -------------------------------------------------------------- |
| 1998         | Renford Rejects                        | Razor #1           | Епізод «Дон Бруно»                                             |
| 1999         | Boyz Unlimited                         | Gareth             | 6 епізодів                                                     |
| 2000         | Голіокс                                | Wayne              | Епізод «1.524»                                                 |
| 2000–2005    | Fat Friends                            | Jamie Rymer        | 20 епізодів                                                    |
| 2001         | Джек і бобове дерево: Справжня історія | Бран               | Телефільм                                                      |
| 2001–2003    | Teachers                               | Jeremy             | 9 епізодів                                                     |
| 2002         | Cruise of the Gods                     | Russell            | Телефільм                                                      |
| 2004         | Маленька Британія                      | Dewi Thomas        | Епізод «2.3»                                                   |
| 2004         | Dalziel and Pascoe                     | Ben Forsythe       | Епізод: «Ціна слави»                                           |
| 2007–2010    | Gavin & Stacey                         | Smithy             | 20 епізодів; водночас задіяний як автор, сценарист та продюсер |
| 2009         | Horne & Corden                         | Various characters | 6 епізодів; також задіяний як сценарист                        |
| 2009         | The Gruffalo                           | Mouse (voice)      | Анімаційний фільм                                              |
| 2010–present | A League of Their Own                  | Himself (host)     | 67 епізодів                                                    |
| 2010–2011    | Доктор Хто                             | Craig Owens        | 2 епізоди                                                      |
| 2011         | Little Charley Bear                    | Narrator (voice)   | 22 епізодів                                                    |
| 2011         | The Gruffalo's Child                   | Mouse (voice)      | Анімаційний фільм                                              |
| 2012         | Stella                                 | Steven             | Епізод «1.10»                                                  |
| 2013–2014    | The Wrong Mans                         | Phil Bourne        | 8 епізодів; також задіяний як автор, сценарист                 |
| 2014         | The Guess List                         | Guest              | Сезон 1, епізод 1                                              |
| 2015         | Roald Dahl's Esio Trot                 | Narrator           | Телефільм                                                      |
| 2015–present | The Late Late Show with James Corden   | Himself (host)     | Також є сценаристом, виконавчим продюсером                     |
| 2016         | 70th Tony Awards                       | Himself (host)     | Церемонія нагородження                                         |
| 2016         | John Bishop: In Conversation With…     | Guest              | Сезон 1, Епізод 1                                              |
| 2017         | 59-а церемонія «Греммі»                | Himself (host)     | Церемонія нагородження                                         |
| 2021         | Друзі: Возз'єднання                    | у ролі самого себе | спеціальний епізод                                             |

### Театр
| Рік  | Назва                 | Роль             | Місце                                                           |
| ---- | --------------------- | ---------------- | --------------------------------------------------------------- |
| 1996 | Martin Guerre         | (bit part)       | Prince Edward Theatre, West End                                 |
| 2004 | The History Boys      | Тіммс            | Lyttelton Theatre, Royal National Theatre, London               |
| 2006 | The History Boys      | Тіммс            | Lyric Theatre, Hong Kong Academy for Performing Arts, Hong Kong |
| 2006 | The History Boys      | Тіммс            | St James, Wellington                                            |
| 2006 | The History Boys      | Тіммс            | Sydney Theatre, Sydney                                          |
| 2007 | The History Boys      | Тіммс            | Broadhurst Theatre, Broadway                                    |
| 2007 | A Respectable Wedding | Друг             | Young Vic, South Bank, London                                   |
| 2011 | One Man, Two Guvnors  | Francis Henshall | Lyttelton Theatre, Royal National Theatre, London               |
| 2011 | One Man, Two Guvnors  | Francis Henshall | Adelphi Theatre, London                                         |
| 2012 | One Man, Two Guvnors  | Francis Henshall | Music Box Theatre, New York City                                |

### Відеоігри
| Рік  | Назва    | Роль  |
| ---- | -------- | ----- |
| 2008 | Fable II | Монті |

### Музичні відеокліпи
| Рік  | Назва                                    | Виконавець        |
| ---- | ---------------------------------------- | ----------------- |
| 2011 | «Happy Now»                              | Take That         |
| 2011 | «Mama Do the Hump»                       | Rizzle Kicks      |
| 2016 | «Can't Stop the Feeling! (First Listen)» | Justin Timberlake |

## Дискографія

### Сингли
| Назва                                                | Рік  | Здобуті сходинки | Здобуті сходинки | Альбом           |
| Назва                                                | Рік  | UK               | IRL              | Альбом           |
| ---------------------------------------------------- | ---- | ---------------- | ---------------- | ---------------- |
| «Shout» (as Shout for England with Dizzee Rascal)    | 2010 | 1                | 41               | non-album single |
| «Only You» (as Kylie Minogue featuring James Corden) | 2015 | -                | -                | Kylie Christmas  |
| «The Greatest Gift» (with Bret McKenzie)             | 2016 | -                | -                | non-album single |

## Нагороди та номінації
| Рік  | Нагорода                                            | Категорія                                        | Працяrk                              | Result    |
| ---- | --------------------------------------------------- | ------------------------------------------------ | ------------------------------------ | --------- |
| 2001 | Royal Television Society                            | Network Newcomer — On-Screen                     | Fat Friends                          | Номінація |
| 2007 | Writers' Guild of Great Britain                     | Television Comedy/Light Entertainment            | Gavin & Stacey                       | Номінація |
| 2007 | British Comedy Awards                               | Best Male Comedy Newcomer                        | Gavin & Stacey                       | Перемога  |
| 2008 | Writers' Guild of Great Britain                     | Television Comedy/Light Entertainment            | Gavin & Stacey                       | Перемога  |
| 2008 | British Comedy Awards                               | Best Television Comedy Actor                     | Gavin & Stacey                       | Номінація |
| 2008 | British Academy Television Awards                   | Best Comedy Performance                          | Gavin & Stacey                       | Перемога  |
| 2008 | Broadcasting Press Guild                            | Best Comedy/Entertainment                        | Gavin & Stacey                       | Перемога  |
| 2009 | Broadcasting Press Guild                            | Best Comedy/Entertainment                        | Gavin & Stacey                       | Номінація |
| 2010 | Television and Radio Industries Club                | TV Entertainment Programme                       | Gavin & Stacey                       | Номінація |
| 2012 | Outer Critics Circle Award                          | Outstanding Actor in a Play                      | One Man, Two Guvnors                 | Номінація |
| 2012 | Драма Деск                                          | Outstanding Actor in a Play                      | One Man, Two Guvnors                 | Перемога  |
| 2012 | Laurence Olivier Award                              | Best Actor                                       | One Man, Two Guvnors                 | Номінація |
| 2012 | Whatsonstage.com Awards                             | Best Actor in a Play                             | One Man, Two Guvnors                 | Перемога  |
| 2012 | Tony Award                                          | Best Actor in a Play                             | One Man, Two Guvnors                 | Перемога  |
| 2013 | Satellite Award                                     | Best Actor — Television Series Musical or Comedy | The Wrong Mans                       | Номінація |
| 2014 | British Academy Television Awards                   | Best Male Comedy Performance                     | The Wrong Mans                       | Номінація |
| 2014 | Washington D.C. Area Film Critics Association Award | Best Ensemble                                    | Into the Woods                       | Номінація |
| 2014 | Phoenix Film Critics Society Award                  | Best Cast                                        | Into the Woods                       | Номінація |
| 2014 | Detroit Film Critics Society Award                  | Best Ensemble                                    | Into the Woods                       | Номінація |
| 2015 | Critics' Choice Movie Award                         | Best Acting Ensemble                             | Into the Woods                       | Номінація |
| 2015 | Satellite Award                                     | Best Cast — Motion Picture                       | Into the Woods                       | Перемога  |
| 2015 | Critics' Choice Television Award                    | Best Talk Show                                   | The Late Late Show with James Corden | Номінація |

## Публічні праці
- Corden, James (2011). May I Have Your Attention, Please?: The Autobiography. London: Century. ISBN 978-1846059353. OCLC 751720297. Архів оригіналу за 25 лютого 2017. Процитовано 4 березня 2017.